# Kresy
Vzhodno obmejno ozemlje (poljsko Kresy Wschodnie, Vzhodno obmejno ozemlje) ali preprosto obmejno ozemlje (poljsko Kresy) je bil poljski izraz, skovan za vzhodni del Druge poljske republike v obdobju med prvo in drugo svetovno vojno (1918–1939). Ozemlje je bilo pretežno kmetijsko in v veliki meri večetnično s poljsko manjšino. Obsegalo je skoraj polovico  ozemlja medvojne Poljske. Zgodovinsko se je nahajalo na vzhodu poljsko-litovske Republike obeh narodov, po delitvah Poljske v 18. stoletju pa je bilo razdeljeno med Rusko in Avstro-Ogrsko cesarstvo. Leta 1921 je bilo v skladu z Riškim mirovnim sporazumom predano Poljski. Zaradi sprememb meja po drugi svetovni vojni je celotno ozemlje pripadlo ZSSR.  
Poljski množinski izraz kresy ustreza ruskemu izrazu okraini (окраины), ki pomeni "obmejna območja". V času poljsko-litovske skupne države je izraz kresy pomenil samo obmejna območja Kraljevine Poljske in ne Velike litovske kneževine. Izraz Kresy se v veliki meri povezuje tudi s severnimi območji poselitvene sheme, ki jo je zasnovala ruska Katarina II., da bi Judom preprečila naselitev v homogeno krščanskem pravoslavnem jedru Ruskega imperija, kot sta Moskva in Sankt Peterburg. Shema je obstajala od  druge delitve Poljske do ruske revolucije leta 1917, ko je Rusko cesarstvo prenehalo obstajati. Po poljskih vojnah proti Ukrajini, Litvi in Sovjetski Rusiji, od katerih se je slednja končala z Riškim mirovnim sporazumom, so veliki deli avstrijskega in ruskega dela Poljske postali del Poljske. Na pridobljenem ozemlju je živelo 12 milijonov prebivalcev, od katerih je bila samo tretjina etničnih Poljakov. Drugi dve tretjini so tvorili Belorusi, Ukrajinci in Judje, V večini malih mest so prevladovali Judje.
Upravno je bilo ozemlje ob vzhodni meji organizirano v vojvodstva (province) Lvov, Nowogródek, Polesje, Stanisławów, Tarnopol, Vilna, Volinija in Białystok. Danes so vse te regije razdeljene med zahodno Ukrajino, zahodno Belorusijo in jugovzhodno Litvo, pri čemer večja mesta Lvov, Vilna in Grodno niso več na Poljskem. V času Druge poljske republike so bile njene vzhodne meje vzhodno od Curzonove linije, ki jih je po prvi svetovni vojni decembra 1919 britansko zunanje ministrstvo predlagalo kot vzhodno mejo ponovno nastajajoče suverene republike Poljske po več kot stoletju delitve. Septembra 1939 je invaziji Nemčije na Poljsko v skladu s paktom Ribbentrop-Molotov sledila invazija Sovjetske zveze. Zasedena vzhodna ozemlja so bila vključena v  sovjetske republike Ukrajino, Belorusijo in Litvo.
Sovjetske ozemeljske priključitve med drugo svetovno vojno so pozneje ratificirale zaveznice na Teheranski, Jaltski in Potsdamski konferenci. Večina tamkajšnjih Poljakov je bila po koncu druge svetovne vojne izgnana. Po razpadu Sovjetske zveze leta 1991 se meje, začrtane po drugi svetovni vojni niso spremenile. Na nekdaj poljskih obmejnih ozemljih še vedno obstaja poljska manjšina. 

## Etimologija
Poljska beseda kresy (meja) je množinska oblika besede kres, ki pomeni rob. Po Zbigniewu Gołąbu gre za srednjeveško izposojenko iz nemške besede Kreis, ki je v srednjem veku lahko pomenila mejo, razmejitev ali obmejeno ozemlje. Samuel Linde v svojem Slovarju poljskega jezika drugače razlaga etimologijo izraza. Po njegovem mnenju so kresy pomenili mejo med Poljsko in Krimskim kanatom na območju spodnjega Dnepra. Izraz kresy se je v literaturi prvič pojavil v pesmi Wincentyja Pola Mohort  (1854) in Pesmi o naši deželi (Pieśń o Ziemi Nasze).  Pol je trdil, da so Kresy črta med rekama Dnester in Dneper na meji s Tatari.
V začetku 20. stoletja se je pomen izraza razširil na dežele nekdanjih vzhodnih provinc poljsko-litovske skupne države vzhodno od črte Lvov–Vilna. V Drugi poljski republiki so izraz Kresy izenačili z zgodovinsko poljsko poseljenimi deželami vzhodno od domnevne Curzonove linije. Trenutno se izraz uporablja za vse vzhodne dežele Druge poljske republike, ki niso več znotraj meja sodobne Poljske, skupaj z deželami bolj vzhodno, ki so bile pred letom 1772 sestavni del Republike obeh narodov in kjer poljske skupnosti še obstajajo.

## Zgodovina
Poljske naselbine na vzhodu segajo v čas nastanka Poljske kot države. Leta 1018 je kralj Boleslav I. Hrabri vdrl v Kijevsko Rusijo, zavzel Kijev in priključil Červenska mesta (dobesedno Rdeča mesta, včasih tudi Rdeče trdnjave ali Rdeči okraji). Leta 1340 je pod oblast Poljske prišla Rdeča Rutenija, kar je okrepilo obrambno poljskih naselij in uvajalo katolištvo. Po Lublinski uniji leta 1569 se je več poljskih naseljencev preselilo na vzhodne meje prostrane poljsko-litovske skupne države. Največ jih je prihajalo iz Mazovije in Malopoljske. Meje poselitve so se postopoma premikale proti vzhodu na redko poseljena območja, kjer so živeli staroselci, kot so Litovci in Rusini. Višji sloji avtohtonega prebivalstva so sprejela poljsko katoliško vero,  kulturo in jezik, kar je povzročilo njihovo asimilacijo in polonizacijo. 

### Delitve Poljske
Leto 1772 je zaznamovala prva delitev skupne države Kraljevine Poljske in Velike litovske kneževine. Do leta 1795 je celotno vzhodno polovico države priključilo Rusko carstvo v sodelovanju s Habsburžani in pruskimi Hohenzollerji. Širitev Ruskega carstva proti zahodu s priključitvijo poljsko-litovskega ozemlja je bistveno povečala število judovskega prebivalstva v carstvu. Kresy in Pale na nekdanjem poljskem in litovskem ozemlju so imeli več kot petmilijonsko judovsko populacijo, ki je v tistem času predstavljala največjo judovska skupnost na svetu (40 % svetovne judovske populacije).
S poljskega vidika so se te dežele začele imenovati "ukradene dežele". Čeprav so bili Poljaki na teh območjih manjšina, so "ukradene dežele" ostale sestavni del poljske nacionalne identitete s poljskimi kulturnimi središči in izobraževalnimi središči na Univerzi v Vilni, Univerzi Jana Kazimierza, liceju Krzemieniec in drugod.  Ker je veliko tamkajšnjih izobražencev aktivno sodelovalo v poljsko-litovskih narodnih uporih (novembrska vstaja, januarska vstaja), so se ruske oblasti zatekle k intenzivnejšemu preganjanju, zaplembam premoženja in zemlje, kazenskim izgonom v Sibirijo ter sistematičnim poskusom rusifikacije Poljakov, njihove tradicionalne kulture in institucij. 

### Poselitveno območje
"Poselitveno območje" je bil ruski termin, ki je vključeval celotno Belorusijo, Litvo in Moldavijo, velik del današnje Ukrajine, dele vzhodne Latvije, vzhodne Poljske in nekatere dele zahodne Rusije, in je na splošno ustrezal makroregiji Kresy. Obsegalo je približno 20 % ozemlja evropske Rusije in je v veliki meri ustrezalo zgodovinskim deželam nekdanje poljsko-litovske skupne države, Kozaškega hetmanata in Osmanskega cesarstva s Krimskim kanatom. 
Ozemlje, vključeno v poselitveno območje, je imelo številno rimskokatoliško, vzhodnokatoliško in judovsko populacijo in je bilo pridobljeno z vrsto vojaških osvajanj in diplomatskih manevrov med letoma 1654 in 1815. Verska vsebina odlokov, ki so veljali za poselitveno območje, je bila jasna: spreobrnitev v rusko pravoslavje, ki je bilo državna vera. Zgodovinarji trdijo, da so bili motivi za nastanek in vzdrževanje poselitvenega območja predvsem gospodarske in nacionalistične narave.

### Gospodarski zaton
Po odstranitvi poljskih veleposestnikov po kmečkih uporih in odpravi tlačanstva na Poljskem leta 1864, ja Kresy zapustilo tudi Rusko carstvo. Ozemlje se je spremenilo v obsežno propadajoče  podeželsko zaledje. Opustošenje podeželskih posestev je ustavilo velik del gospodarskih dejavnosti, temelječih predvsem na   kmetijstvu, gozdarstvu, pivovarstvu in mali industriji. Paradoksalno je, da so južni Kresy, današnja Ukrajina, sloveli po rodovitni prsti in bili znani kot "košarica kruha Evrope". Proti koncu 19. stoletja je bil upad gospodarstva tako hud, da sta trgovina in preskrba s hrano postali problematični in začelo se je obsežno izseljevanje iz mest in vasi. Predvsem judovske skupnosti so se začele seliti na zahod, v Evropo in Združene države Amerike. V času na novo vzpostavljene poljske države so bile province dodatno prikrajšane zaradi najnižje ravni pismenosti v državi, saj šolanje med rusko vladavino ni bilo obvezno. Regije so trpele dediščino desetletij zanemarjanja in premajhnega vlaganja in bile zato  na splošno manj gospodarsko razvite kot zahodni del medvojne Poljske. 

### Obdobje med svetovnima vojnama
Leta 1918–1921 so bila za Kresy še posebej burna zaradi oživitve poljske nacionalne države in oblikovanja novih meja.  Poljska je za vzpostavitev svoje vzhodne meje po prvi svetovni vojni  vodila tri vojne: z Ukrajino, Litvo in Sovjetsko Rusijo. V vseh treh vojnah je osvajala ozemlje in zasedla ozemlje vzhodno od Curzonove linije, ki ga je zasedla Rusija, in ozemlje nekdanje avstroogrske Galicije. Kresy so postali najbolj opustošeno območje v celotni medvojni Poljski. Na tem ozemlju so bile ustanovljene najvzhodnejše province (vojvodstva) Druge poljske republike. 
Ozemlje, vključeno v Kresy v obdobju med obema vojnima, je obsegalo vzhodne dele vojvodstev Lvov in Białystok ter celotna vojvodstva Nowogródek, Polesje, Stanisławów, Tarnopol, Vilna in Volin. Poljska vlada je začela aktivno izvajati politiko polonizacije Kresov, da bi spremenila njihov etnični profil v korist Poljakov. Eden od načinov za to so bili kolonisti osadniki, vojni veterani in civilisti, ki jim je poljska vlada poklonila ali prodala zemljo na vzhodu. Vojaški kolonisti so bili eden od najbolj motiviranih delov politike poljske vlade v Kresih in so izzvali nasprotovanja domačinov. Nemški zgodovinar Bernhard Chiari  je izjavil, da so bili Kresy "ubožnica Poljske",  medtem ko je zgodovinar Jad Vašema Leonid Rein zapisal, da "ne bi bilo pretirano reči, da so bili ubožnica cele Evrope". Na jugovzhodu Kresov so se pogosto dogajali konflikti z ukrajinskimi nacionalisti, kar je vodilo k pacifikaciji Ukrajincev v Vzhodni Galiciji. 
Številne poljske skupnosti so še naprej živele onkraj vzhodne meje Druge poljske republike, zlasti okoli Minska, Žitomirja in Berdičiva. V poznih 20. in zgodnjih 30. letih 20. stoletja 1920. letih so sovjetske oblasti v Belorusiji in Ukrajini ustanovile dve poljski narodni okrožji. Med poljsko operacijo NKVD je bila večina Poljakov na teh območjih pomorjenih, ostali pa so bili prisilno preseljeni v Kazahstan. 

### Druga svetovna vojna in obdobje po njej
Posledica pakta Ribbentrop–Molotov je bila priključitev Kresov k Sovjetski zvezi 17. septembra 1939. Velik del poljskega prebivalstva Kresov je bil deportiran na druga območja Sovjetske zveze,  vključno s Sibirijo in Kazahstanom. Nova meja med nacistično Nemčijo in Sovjetsko zvezo je bila na novo določena z nemško-sovjetskim sporazumom o meji in prijateljstvu, podpisanim 29. septembra 1939. Po volitvah v Ljudski skupščini Zahodne Ukrajine in Zahodne Belorusije sta bila tam ustanovljeni komunistični vladi, ki sta nemudoma objavili namero, da se njuni republiki pridružita Sovjetski zvezi. 
Po nemški invaziji na ZSSR je bil jugovzhodni del Kresov vključen v Velikonemško generalno gubernijo, medtem ko je bil preostanek vključen v Reichskomissariat Ostland in Reichskomissariat Ukrajina. V letih 1943–1944 so enote ukrajinske uporniške vojske s pomočjo ukrajinskih kmetov izvajale množično iztrebljanje Poljakov v jugovzhodnih Kresih – Voliniji in v hodni Galiciji. Nemške oblasti so že pred tem takoj po zasedbi začele množično iztrebljati Jude.
Januarja 1944 so sovjetske čete dosegle nekdanjo poljsko-sovjetsko mejo in do konca julija 1944 ponovno priključile celotno ozemlje, ki ga je ZSSR posedovala septembra 1939. Med Teheransko konferenco leta 1943 je bila vzpostavljena nova sovjetsko-poljska meja, ki je dejansko sankcionirala večino sovjetskih ozemeljskih pridobitev septembra 1939, razen nekaterih območij okoli Białystoka in Przemyśla, ne da bi upoštevala proteste poljske vlade, od leta 1939 v izgnanstvu v Londonu. Potsdamska konferenca je s priznanjem prosovjetskega Poljskega komiteja narodne osvoboditve implicitno privolila v deportacijo Poljakov s Kresov v obdobju 1944–1946. Sovjeti so večini poljskih prebivalcev Kresov ukazali, naj se preselijo na zahod v nekdanje vzhodne province Nemčije, iz katerih se je izselilo nemško  prebivalstvo oziroma v tako imenovano "povrnjeno ozemlje", ki je bilo v srednjem veku poseljeno s Poljaki. Poljaki iz južnih Kresov, zdaj Ukrajina,  so se bili prisiljeni naseliti predvsem v Šleziji, tisti s severa (Belorusija in Litva) pa so se preselili v Pomorjansko in Mazurijo. Poljski prebivalci Lvova so se naselili v Vroclavu, Gliwicah in Bytomu. Ta mesta med vojno niso bila uničena. Bila so relativno blizu nove vzhodne meje Poljske in bi lahko postala  pomembna, če bi se poljska meja ponovno pomaknila proti vzhodu.
Med letoma 1944 in 1946 je bilo na obnovljena ozemlja preseljenih več kot milijon Poljakov iz Kresov,  vključno s 150.000 iz območja Vilne, 226.300 iz Polesja, 133.900 iz Volinije, 5.000 iz severne Bukovine in 618.200 iz vzhodne Galicije. Tako imenovana prva repatriacija Poljakov (1944–1946) je bila izvedena kaotično in  neorganizirano. Ljudje so morali tedne, celo mesece preživeti na železniških postajah in čakati na prevoz. Zaradi pomanjkanja železniških vagonov so v Litvi v nekem obdobju uvedli "politiko enega kovčka", kar je pomenilo, da so morali Poljaki tam pustiti vse svoje stvari. Potovali so v tovornih ali odprtih vagonih, poti pa so bile dolge in nevarne, saj ni bilo zaščite ne vojske ne policije.
V letih 1955–1959 je prišlo do druge množične repatriacije Poljakov iz Kresov, kar je pomenilo, da je bilo v letih 1945–1960 iz Kresov izseljenih več kot 2 milijona Poljakov. Tam jih je po letu 1960 ostalo še približno 1-2 milijona, zlasti na ozemlju Litovske SSR in Beloruske SSR. Poljaki še danes predstavljajo večino prebivalcev v nekaj regijah okoli Grodna in Vilne. Zadnji nacionalni popisi prebivalstva so pokazali, da živi v Litvi 183.000 Poljakov (2021), v Belorusiji 288.000 (2019) in v Ukrajini 144.000 (2001). Za Poljsko so številke za Belorusijo in Ukrajino zelo sporne. 
Takoj po vojni so bili poljski komunisti, ki so prepustili vzhodno mejo Poljske Sovjetski zvezi, vsesplošno obravnavani kot izdajalci in Władysław Gomułka, prvi sekretar Poljske delavske stranke, se je tega popolnoma zavedal. Priseljenci z vzhoda so se med seboj pogovarjali o vrnitvi na vzhod po tretji svetovni vojni, ki naj bi jo kmalu sprožili zavezniki in premagali Sovjete. Govorili so, da bi za vrnitev v Lvov zadostovala ena atomska bomba in še ena, majhna in močna, za vrnitev v Vilno.
Poljski naseljenci na nekdanjih nemških območjih so bili do 70. let 20. stoletja negotovi glede svoje prihodnosti.  Naseljenci v  Spodnji Šleziji se niso počutili kot doma in jim zato ni bilo dosti mar stroje, gospodinjstva in kmetije, ki so jih Nemci zapustili. Lubomierz, ki je bil  leta 1945 v dobrem stanju, je po prihodu priseljencev propadel in postal ruševina. Nemci so se tega zavedali. Leta 1959 so nemški viri pisali, da so Poljaki uničili Spodnjo Šlezijo. Resnici na ljubo tudi poljska oblast ni investirala v obnovljena ozemlja, ker tako kot naseljenci, dolgo časa ni bila prepričana o prihodnosti teh dežel. Poljski sociolog Mach je o tem napisal, da so priseljenci v Zahodni Poljski dolga leta živeli "na svojih kovčkih" s spakiranim vsem premoženjem za primer vrnitve na Vzhod.

## Medvojno prebivalstvo
Prebivalstvo Kresov je bilo večetnično, sestavljeno predvsem iz Poljakov, Ukrajincev, Judov in Belorusov. Po uradni poljski statistiki iz obdobja med obema vojnama so Poljaki tvorili največjo jezikovno skupino v teh regijah in demografsko največjo etnično skupino v mestih. Druge narodne manjšine so na severu vključevale Litovce in Karaite, Jude, razkropljene po mestih in naseljih po vsem območju, Čehe in Nemce v Voliniji in Vzhodni Galiciji,  Armence in Madžare v Lvovu ter tudi Ruse in Tatare.
Deleži maternih jezikov v posameznem vojvodstvu leta 1931 so bili po poljskem popisu leta 1931 naslednji: 
- Lvovsko vojvodstvo: 58 % poljščina, 34 % ukrajinščina, 8 % jidiš
- Novgorodsko vojvodstvo:  53 % poljščina, 39 % beloruščina, 7 % jidiš, 1 % ruščina
- Poleško vojvodstvo: 63 % drugi (poleško in druga narečja), 14 % poljščina, 10 % jidiš, 6 % beloruščina, 5 % ukrajinščina
- Stanislavsko vojvodstvo: 69 % ukrajinščina, 23 % poljščina, 7 % jidiš, 1 % nemščina
- Tarnopolsko vojvodstvo: 50 % poljščina, 45 % ukrajinščina, 5 % jidiš
- Vilensko vojvodstvo: 60 % poljščina, 23 % beloruščina, 8 % jidiš, 3 % ruščina, 8 % ostalo, vključno z litovščino
- Volinsko vojvodstvo:  68 % ukrajinščina, 17 % poljščina, 10 % jidiš, 2 % nemščina, 1 % ruščina, 2 % drugi
- Bjalistoško vojvodstvo: 71 % poljščina, 13 % beloruščina, 11 % jidiš, 3 % ruščina, 2 % drugi[24]

Poleg etničnih Poljakov v nekdanji vzhodni Poljski so bile velike poljske skupnosti tudi v ZSSR in v baltskih državah. Poljsko prebivalstvo vzhodno od Curzonove linije pred drugo svetovno vojno je mogoče oceniti tako, da se seštejejo  podatki za nekdanjo vzhodno Poljsko in Sovjetsko zvezo pred letom 1939: 
| 1. Medvojna Poljska        | Materni jezik poljščina (od tega rimokatoliki) | Vir (popis prebivalstva)               | Danes del:         |
| -------------------------- | ---------------------------------------------- | -------------------------------------- | ------------------ |
| Jugovzhodna Poljska        | 2.249.703 (1.765.765)                          | Poljski popis prebivalstva leta 1931   | Ukrajina           |
| Severovzhodna Poljska      | 1.663.888 (1.358.029)                          | Poljski popis prebivalstva leta 1931   | Belorusija · Litva |
| 2. Medvojna SSSR           | Etnični Poljaki po uradnem popisu prebivalstva | Vir (popis previvalstva)               | Danes del:         |
| Sovjetska Ukrajina         | 476.435                                        | Sovjetski popis prebivalstva leta 1926 | Ukrajina           |
| Sovjetska Belorusija       | 97.498                                         | Sovjetski popis prebivalstva leta 1926 | Belorusija         |
| Sovjetska Rusija           | 197.827                                        | Sovjetski popis prebivalstva leta 1926 | Rusija             |
| ostali del SSSR            | 10.574                                         | Sovjetski popis prebivalstva leta 1926 |                    |
| 3. Medvojne Baltske države | Etnični Poljaki po uradnem popisu prebivalstva | Vir (popis previvalstva)               | Danes del:         |
| Litva                      | 65.599                                         | Litovski popis prebivalstva leta 1923  | Litva              |
| Latvija                    | 59.374                                         | Latvijski popis prebivalstva leta 1930 | Latvija            |
| Estonija                   | 1.608                                          | Estonski popis prebivalstva leta 1934  | Estonija           |
| Skupaj (1., 2., 3.)        | 4 do 5 milijonov etničnih Poljakov             |                                        |                    |

### Največja mesta in naselja
Po poljskem popisu prebivalstva leta 1931 so med največjih deset mest v Kresih spadali: Lvov (312.200 prebivalcev), Vilna (195.100), Stanisławów (60.000), Grodno (49.700), Brześć nad Bugiem (48.400), Borysław (41.500), Równe (40.600), Tarnopol (35.600), Łuck (35,600) in Kołomyja (33.800). 
V medvojni Latviji je bila velika poljska skupnost tudi v Daugavpilsu (43.200 leta 1930, od tega 21% Poljakov).